# BREAK OUT!
《BREAK OUT!》是韩国男子团体東方神起在日本发行的第29张单曲。于2010年1月27日由avex trax公司下属厂牌rhythm zone发行。

## 概要
这首单曲距上张单曲《Stand by U》发行相隔约半年，是组合以5人体制发表的最后一首新录制单曲。
单曲分为「CD+DVD」「只CD」两种版本发行，前者有收录主打歌《BREAK OUT!》的MV与MV的拍摄过程（只在初回限定盘中收录），在MV中金俊秀借助特殊的化妆技术变身为了老年人，后者则收录有《BREAK OUT!》的混音版本。初回限定版本封入特典是封面大小的卡片（6种中随机封入1种）。
主打歌《BREAK OUT!》是朝仓礼生主演的NHK綜合頻道电视剧《铃里高校书道部》（とめはねっ! 鈴里高校書道部）的主题曲，B面曲《XIAHTIC》是金俊秀的独唱歌曲，在2009年举办的巡演的東京巨蛋公演上首次披露。LIVE DVD《4th LIVE TOUR 2009 〜The Secret Code〜 FINAL in TOKYO DOME》有收录这首歌的演唱舞台。

## 收录歌曲

### CD
1. 《BREAK OUT!》 (3:59)
  - 作詞：masumi（日语：masumi）, H.U.B.、作曲：masumi、編曲：UTA
  - NHK綜合頻道电视剧《铃里高校书道部》（とめはねっ! 鈴里高校書道部）的主题曲
2. 《XIAHTIC》 (JUNSU from 東方神起) (4:30)
  - 作詞、作曲、編曲：JUNSU、日本語詞：H.U.B.
3. 《BREAK OUT!》 -New Jack Swing mix- (4:45)
  - 混音：Gakushi
4. 《BREAK OUT!》 (Less Vocal) (3:58)
5. 《XIAHTIC》 (JUNSU from 東方神起) (Less Vocal) (4:28)

### CD+DVD
CD
1. 《BREAK OUT!》
2. 《XIAHTIC》 (JUNSU from 東方神起)
3. 《BREAK OUT!》 (Less Vocal)
4. 《XIAHTIC》 (JUNSU from 東方神起) (Less Vocal)

DVD
1. 《BREAK OUT!》 (Video Clip)
2. 《BREAK OUT!》Off Shot Movie （只初回限定盤有收录）

## 註解
1. ↑  下一张单曲《时光暂停》并非新歌，而是自精选专辑中选出重制发行。[參⁠ 4]
2. ↑   註: